# Сисун легеневий
Сисун легеневий (Paragonimus westermani) — вид плоских червів родини Troglotrematidae, який паразитує у прісноводних крабах, ссавцях та людині. Збудник парагонімозу.

## Поширення
Вид поширений у Східній та Південно-Східній Азії, Південній Америці та Африці.

## Опис
Гельмінт яйцеподібної форми, розміром до 1 см, червоно-коричневого кольору. Тіло покрите невеликими колючками, а черевце має присоски. Сім'яники знаходяться в задній третині тіла, яєчник розташований над сім'яниками. Жовчники займають бічні поверхні вздовж тіла. Яйця невеликі, довжиною до 100 мкм, золотистого кольору, заповнені великими жовтуватими клітинами.

## Історія досліджень
Легеневий сисун був відкритий в 1878 році, коли в зоопарку Амстердама померли від зараження цим паразитом 2 тигра. У людському організмі він був знайдений британським доктором Сідні Рінгером, в тілі португальця при його розтині. Німецький зоолог Рудольф Лейкарт з'ясував, що знайдені в організмі тигрів, паразити були тими ж самими, що призвели до відхаркуванню крові деяких жителів Тайваню і Японії.
У 1880 році в мокротинні вдалося відшукати яйця паразитів відразу двома докторами — Менсоном і Ервіном фон Белзом, яким вдалося це зробити окремо один від одного. Крім того, було припущення у Менсона, що проміжним хазяїном є равлик.

## Життєвий цикл
Внутрішній паразит ракоподібних та ссавців. Остаточний хазяїн — тварини із родини собачих, котячих, єнотових, свиневих, рідше людина. Проміжний господар: перший — молюск, другий — раки, краби. Локалізація в тілі остаточного хазяїна: бронхи. Можлива позалегенева локалізація (печінка, селезінка, головний мозок, м'язи). Яйця виділяються у зовнішнє середовище з харкотинням хворого. У воді з яйця виходить мірацидій, який проникає в тіло прісноводних молюсків. У тілі проміжного хазяїна проходить стадії спороцисти, материнської і дочірньої редій, церкарія. Церкарії активно проникають у тіло прісноводних раків і крабів, у м'язах і внутрішніх органах яких розвиваються. Людина й інші остаточні хазяї заражаються при вживанні крабів і раків у сирому вигляді або через воду (після загибелі рака збудники у воді залишаються живими до 25 днів). Молоді паразити вивільняються в просвіт кишки, мігрують крізь стінку її в черевну порожнину, згодом крізь діафрагму — в легені, де через 5-6 тижнів досягають статевої зрілості. У цей період можуть гематогенним шляхом занестися в інші органи.

### Проміжні господарі
Види молюсків-проміжних хазяїв
- Semisulcospira calculus[2]
- Semisulcospira cancellata[2]
- Semisulcospira extensa[2]
- Semisulcospira gottschei[2]
- Semisulcospira libertina — synonym: Semisulcospira toucheana[2]
- Semisulcospira mandarina — synonym: Semisulcospira wegckiangensis[2]
- Semisulcospira multicincta[2]
- Semisulcospira nodiperda[2]
- Semisulcospira nodiperda quinaria[2]
- Semisulcospira paucincta[2]
- Semisulcospira peregrinomum[2]